# Сорокино (Пономарьовський район)
Соро́кино (рос. Сорокино) — село у складі Пономарьовського району Оренбурзької області, Росія.

## Населення
Населення — 134 особи (2010; 173 у 2002).
Національний склад (станом на 2002 рік):
- росіяни — 91 %